# Maladies de l'abricotier
Liste non exhaustive des maladies de l'abricotier (Prunus armeniaca).

## Maladies bactériennes
| Maladies bactériennes          | Maladies bactériennes                                      |
| ------------------------------ | ---------------------------------------------------------- |
| Chancre bactérien              | Pseudomonas syringae pv. syringae                          |
| Taches bactériennes des Prunus | Xanthomonas arboricola pv. pruni = X. campestris pv. pruni |
| Galle du collet                | Agrobacterium tumefaciens                                  |

## Maladies fongiques
| Maladies fongiques                                       | Maladies fongiques |
| -------------------------------------------------------- | --- |
| Alternariose (taches foliaires et pourriture des fruits) | Alternaria alternata |
| Pourriture de la couronne et des racines à Armillaria    | Armillaria mellea Rhizomorpha subcorticalis (anamorphe) |
| Moniliose                                                | Monilinia fructicola Monilinia laxa |
| Chancre à Ceratocystis                                   | Ceratocystis fimbriata |
| Chancre à Cytospora                                      | Cytospora leucostoma Leucostoma persoonii (téléomorphe) |
| Pourriture racinaire à Dematophora                       | Rosellinia necatrix Dematophora necatrix (anamorphe) |
| Dépérissement à Eutypa                                   | Eutypa lata Cytosporina spp. (anamorphe) |
| Pourriture grise                                         | Botrytis cinerea (téléomorphe) Sclerotinia sclerotiorum |
| Taches foliaires                                         | Phyllosticta circumscissa |
| Mildiou de l'abricotier                                  | Phytophthora cactorum Phytophthora cambivora Phytophthora cinnamomi Phytophthora citricola Phytophthora dreschsleri Phytophthora megasperma Phytophthora syringae |
| Chancre ds blessures à Phytophthora                      | Phytophthora syringae |
| Oïdium                                                   | Podosphaera clandestina Oidium sp. (anamorphe) Sphaerotheca pannosa (anamorphe)                                                                                   |
| Pourriture des fruits à Rhizopus                         | Rhizopus arrhizus Rhizopus circinans Rhizopus stolonifer |
| Pourriture des fruits                                    | Aspergillus niger Cladosporium spp. Mucor spp. Penicillium expansum Penicillium italicum                                                                          |
| Gale                                                     | Cladosporium carpophilum Venturia carpophila (téléomorphe) |
| Criblure                                                 | Wilsonomyces carpophilus = Stigmina carpophila |
| Plomb parasitaire                                        | Chondrostereum purpureum |
| Flétrissement verticillien                               | Verticillium dahliae |

## Maladies virales
| Maladies virales                            | Maladies virales |
| ------------------------------------------- | --- |
| Stérilité et rameaux défeuillés             | Virus latent des taches annulaires du fraisier (SLRSV (Strawberry latent ringspot virus), genre Nepovirus Virus de la mosaïque marbrée verte du concombre (CGMMV, Cucumber green mottle mosaic virus), genre Tobamovirus |
| Arabesques et taches annulaires nécrotiques | Virus des taches annulaires nécrotiques des Prunus (PNRSV, Prunus necrotic ringspot virus), genre Ilarvirus |
| Mosaïque du pêcher                          | Virus de la marbrure foliaire du cerisier (CMLV, Cherry mottle leaf virus), genre Trichovirus |
| Sharka                                      | Virus de la sharka du prunier (PPV, Plum pox virus), genre Potyvirus |
| Piqûres de la tige                          | Virus des taches annulaires de la tomate (ToRSV, Tomato ringspot virus), genre Nepovirus |
| Pseudopox                                   | Virus des taches foliaires nécrotiques du pommier (ACLSV, Apple chlorotic leaf spot virus), genre Trichovirus |
| Gommose virale                              | Virus du nanisme du prunier (PDV, Prune dwarf virus), genre Ilarvirus |

## Maladies à phytoplasmes
| Maladies à phytoplasmes                 | Maladies à phytoplasmes |
| --------------------------------------- | --- |
| Enroulement chlorotique de l'abricotier | Phytoplasme de l'enroulement chlorotique de l’abricotier (Apricot chlorotic leafroll phytoplasma ou Candidatus Phytoplasma prunorum) |

## Nématodes parasites
| Nématodes parasites  | Nématodes parasites                                             |
| -------------------- | --------------------------------------------------------------- |
| Nématode dague       | Xiphinema americanum Xiphinema rivesi                           |
| Nématode des lésions | Pratylenchus vulnus                                             |
| Nématode annelé      | Criconemella xenoplax                                           |
| Nématode à galles    | Meloidogyne arenaria Meloidogyne incognita Meloidogyne javanica |